# Monotremata
Ordre
Familles de rang inférieur
- Tachyglossidae (échidnés)
- Ornithorhynchidae (ornithorynques)

Classification phylogénétique
- Amniotes
  - Mammifères
    - Protothériens
      - Monotrèmes

    - Thériens
      - Métathériens (marsupiaux)
      - Euthériens (placentaires)

Les monotrèmes (Monotremata) constituent un ordre animal défini par Charles-Lucien Bonaparte en 1838, et qui regroupe des espèces caractérisées par le fait d'être à la fois ovipares et mammifères : ils pondent des œufs mais allaitent leurs petits.
Comme les autres mammifères, les monotrèmes ont des poils, allaitent leurs petits et ont un cœur à quatre compartiments ; la mandibule est formée d'un seul os, et il y a trois osselets dans l'oreille. Cependant ils pondent des œufs et possèdent une ceinture scapulaire à quatre os, comme les Sauropsides. Ils ont un cloaque, c’est-à-dire un unique orifice pour uriner, déféquer et se reproduire, comme les reptiles et les oiseaux (monotrème signifie « un seul trou »).
On distingue deux familles de monotrèmes : les tachyglossidés, représentés par les échidnés (quatre espèces), et les ornithorynchidés, comprenant le seul ornithorynque.

## Traits particuliers des Monotrèmes

### Formations cornées

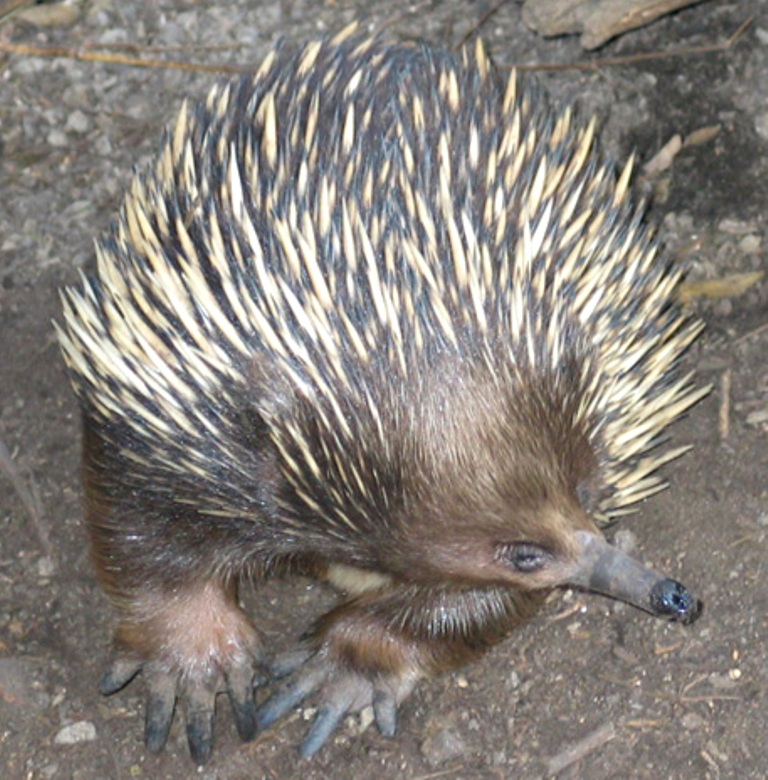
Exemple d'échidné : Tachyglossus aculeatus.

Les monotrèmes ont un museau développé recouvert d'un étui de corne qui, malgré la ressemblance, est différent par sa constitution du bec des oiseaux. Les mâles possèdent de plus un éperon corné, situé à l'articulation entre tarse et métatarse, aux membres postérieurs. Cet éperon est beaucoup plus développé chez l'ornithorynque que chez l'échidné. Dans les deux cas, il est creux et relié à une glande acineuse, produisant une substance toxique à propriétés coagulantes. Le venin de l'ornithorynque provoque de vives douleurs, des œdèmes et parfois une paralysie. Il n'est pas mortel pour l'homme, mais il l'est pour les petits animaux domestiques (chiens, chats, etc.).
À l'âge adulte, les monotrèmes sont dépourvus de dents (dans le cas de l'ornithorynque, il s'agit d'une perte secondaire : ils naissent avec quelques dents maxillaires qui disparaîtront par dégénérescence au cours du premier mois de leur existence). Les ornithorynques déchiquètent leurs proies avec des plaques cornées garnies de lamelles qui remplacent les dents. Chez les échidnés, quelques formations cornées situées à la base de la langue assurent ce rôle.

### Squelette
Les monotrèmes présentent une ceinture scapulaire particulière :
- ils possèdent un os procoracoïde pair (caractère ancestral trouvé chez les reptiles et oiseaux et disparu chez les autres mammifères), mais aussi un os coracoïde (pair) individualisé qui relie la scapula et le sternum ; chez les autres mammifères, cet os est réduit à une simple apophyse de la scapula, l'apophyse coracoïde ;
- ils possèdent de plus une interclavicule impaire, médiane, située entre les os procoracoïdes et le sternum.

La ceinture pelvienne est de type mammalien, mais présente deux os marsupiaux (ou épipubis) sur la zone antérieure, fixés au pubis, présents chez les deux sexes,.

### Cloaque
Ils possèdent un cloaque réunissant les produits des appareils digestif, génital et urinaire et qui, en amont, est formé de la réunion du rectum et d'un sinus uro-génital formé des conduits génitaux et urinaires. Cette particularité a valu leur nom aux monotrèmes (terme formé des mots grecs monos, unique et trêma, orifice).
Chez la femelle, le sinus uro-génital a pour rôle, outre le passage de l'urine et des œufs, de permettre l'accouplement en servant de vagin (les deux canaux de Müller ne se différencient pas en vagin). Chez le mâle, le cloaque contient le pénis lorsqu'il est au repos.

### Appareil reproducteur
Les mâles possèdent un pénis situé dans le cloaque, en position ventrale. Lorsqu'il est en érection, le pénis sort du cloaque ; côté interne, il se plaque contre le sinus uro-génital et se raccorde à ce dernier, empêchant le sperme d'aller dans le cloaque et forçant son passage par le pénis. Les testicules sont situés dans l'abdomen. Les mâles ne possèdent ni prostate, ni vésicules séminales.
Les femelles pondent des œufs et les couvent, chez les ornithorynques, ou les protègent dans une poche spéciale, chez les échidnés. Leur appareil génital ressemble à celui des sauropsida avec deux utérus servant d'oviductes, suivis de deux vagins non différenciés qui débouchent dans le sinus urogénital. L'oviducte et l'ovaire droits sont moins développés que ceux de gauche ; chez l'ornithorynque, seul l'ovaire gauche est fonctionnel. Les œufs de Monotrèmes mesurent environ 15 mm et contiennent de l'albumen ; ils sont télolécithes. Après la ponte, l'œuf est incubé dans un nid (ornithorynque) ou une poche (échidné) durant environ 10 jours.
Après la naissance, les jeunes lèchent le lait qui perle au niveau des champs mammaires, deux zones glandulaires de part et d'autre de l'abdomen (les mamelles et les mamelons, présents chez les autres mammifères, n'existent pas chez les monotrèmes). Les glandes mammaires, très simples, aboutissent au niveau d'un pore de la peau, à la base d'un poil particulier, épais, appelé poil mammaire. Chez l'échidné, ces champs mammaires sont situés dans une poche incubatrice d'environ 4 cm de largeur, qui n'existe qu'au moment de la ponte et de l'allaitement.

### Thermorégulation
Les monotrèmes possèdent une homéothermie imparfaite ; en effet, leur température interne peut varier, mais dans une fourchette qui reste tout de même étroite. La température moyenne de l'ornithorynque est de 32,2 °C, celle des échidnés du genre Tachyglossus 31,1 °C, mais elle peut varier de plusieurs degrés dans une même journée (parfois de 5 °C).

## Systématique

### Taxonomie
Liste des taxa vivants de l'ordre des Monotremata :
- Famille Ornithorhynchidae Gray, 1825
  - Genre Ornithorhynchus Blumenbach, 1800
    - Espèce Ornithorhynchus anatinus Shaw, 1799
- Famille Tachyglossidae Gill, 1872
  - Genre Tachyglossus Illiger, 1811
    - Espèce Tachyglossus aculeatus Shaw, 1792

  - Genre Zaglossus Gill, 1877
    - Espèce Zaglossus attenboroughi Flannery & Groves, 1998
    - Espèce Zaglossus bartoni Thomas, 1907
    - Espèce Zaglossus bruijni Peters & Doria, 1876

### Intérêt évolutif
L'étude de leur phylogenèse est rendue difficile par le petit nombre de fossiles connus et par le caractère récent de ces derniers (Crétacé). L'étude de leurs apomorphies, très particulières, suggère une longue évolution après isolement de ce taxon des autres lignées de mammifères (Thériens). En même temps que les Multituberculés, ce taxon se serait séparé de la lignée originelle des mammifères (Synapsides) il y a 166,2 Ma, au Jurassique moyen.